# Золино (Ульяновская область)
Золино — опустевшая деревня в составе Живайкинского сельского поселения Барышского района Ульяновской области.

## География
Находится на расстоянии примерно 28 километров к югу от районного центра города Барыш.

## История
На 1859 год Золино, между трактами в гг. Карсун и Кузнецк, во 2-м стане Сызранского уезда Симбирской губернии, в 28 домах жило 95 м и 100 ж..
Так как в деревне не было церкви, то прихожане ходили в Никольскую церковь села Загарино.
На 1900 г. в дер. Золине (Зеленовка, при рч. Будалейк, в 4 вер.; н. р.) в 37 дворах жило 148 м и 127 ж.. В 1913 году в деревне было 64 двора и 217 жителей.
В 1990-е годы работало отделение СПК «Загаринский».

## Население
| 2010 |
| ---- |
| 0    |

В 1996 году было 6 жителей. Население не было учтено в 2002 году.